# Нитрат тригидразинникеля(II)
Нитра́т тригидрази́нни́келя(II) (никель гидразин нитрат) — комплексное соединение никеля, гидразина и нитрат-ионов. Обладает взрывчатыми свойствами.

## Физические свойства
Нитрат тригидразинникеля(II) представляет собой твёрдое вещество яркого сиреневого цвета. Обладает взрывчатыми свойствами, находится между инициирующими и бризантными взрывчатыми веществами, что делает возможным использование вещества в детонаторах. По отношению к иными взрывчатым веществам, например, азиду свинца, имеет в десятки раз большую устойчивость к трению.
Нерастворим в воде, этаноле, изопропаноле и диэтиловом эфире.

## Химические свойства
Теоретической реакцией внутримолекулярного окисления-восстановления выступает восстановление никеля(II) до никеля(0) и конпропорционирование азота до N2:
{\displaystyle {\ce {[Ni(N2H4)3](NO3)2 ->[t] Ni + 4N2 ^ + 6H2O ^ + Q}}}
Реакция разложения сопровождается взрывом. Прохождение именно вышеуказанной реакции доказывается выделением никелевой пыли при взрыве.
Вещество растворяется в концентрированной азотной кислоте с образованием синего или зелёного раствора, что, по-видимому, связанно с сильным протонированием лиганда:
{\displaystyle {\ce {[Ni(N2H4)3](NO3)2 + 6HNO3 -> Ni(NO3)2 + 3[H^{+}H2N-NH2H^{+}](NO3)^{-}2}}}
Безопасное уничтожение вещества может быть достигнуто растворением его в азотной кислоте и последующим окислением гидразина. Для полноты реакции подходят лишь наиболее активные и сильные окислители, например, перманганаты, дихроматы, хлор (реакции для простоты указаны для чистого гидразина N2H4, однако в растворе на самом деле находятся различные протонированные формы):
{\displaystyle {\ce {2Na2Cr2O7 + 3N2H4 + 16HNO3 -> 4Cr(NO3)3 + 14H2O + 3N2 ^ + 4NaNO3}}}
{\displaystyle {\ce {5N2H4 + 4KMnO4 + 12HNO3 -> 4Mn(NO3)2 + 5N2 ^ + 4KNO3 + 16H2O}}}
Запись реакций с самим соединением:
{\displaystyle {\ce {[Ni(N2H4)3](NO3)2 + 2Na2Cr2O7 + 16HNO3 -> 3N2 ^ + 4Cr(NO3)3 + 4 NaNO3 + Ni(NO3)2 + 14H2O}}}
{\displaystyle {\ce {5[Ni(N2H4)3](NO3)2 + 12KMnO4 + 36HNO3 -> 15N2 ^ + 12Mn(NO3)2 + 12KNO3 + 5Ni(NO3)2 + 48H2O}}}
О полноте прохождения реакции можно судить по прекращению выделения азота.

## Получение
Нитрат тригидразинникеля(II) получается при смешивании нагретых водных растворов нитрата никеля(II) и гидразина:
{\displaystyle {\ce {Ni(NO3)2 + N2H4 ->[65^{o}C] [Ni(N2H4)3](NO3)2 v}}}
А также при смешивании растворов, содержащих свободные ионы Ni2+, NO3-, и гидразин. Полученный таким образом препарат имеет талькоподобный вид. Свободные кислоты в растворе до некоторых концентрации почти не мешают прохождению реакции. Добавление некоторого количества декстрина (от 0.1 до 1 % масс.) позволяет увеличить насыпную плотность с 0.9 г/см3 до 1.2 г/см3.

## Безопасность
Опасность вещества исходит из взрывоопасности и ядовитости. Вещество взрывоопасно, однако не чрезвычайно чувствительно. Находится на границе бризантных и инициирующих ВВ. Восприимчиво к ударам, поджогу, искрам. Соединения никеля и никелевая пыль считаются соединениями I класса опасности по ГОСТ 12.1.007—76 (чрезвычайно опасное вещество). Газовая смесь, образующаяся при взрыве смертельно ядовита, канцерогенна.